# Паладино (Потенца)
Паладино (итал. Palladino) је насеље у Италији у округу Потенца, региону Базиликата.
Према процени из 2011. у насељу је живело 18 становника. Насеље се налази на надморској висини од 505 м.